# 宮原あつき
宮原 あつき（みやはら あつき、1月25日 - ）は、日本のフリーアナウンサー、リポーター、気象予報士。身長156cm。

## 経歴・人物
- 山野美容芸術短期大学美容芸術学科卒業、東京アナウンスアカデミーナレーター科修了。中学校の美術科教諭免許を持つ。
- 趣味はスポーツ観戦、観劇、乗馬、フラメンコ、ピアノ、英会話、海外一人旅。特技は柿もぎ。
- 2011年3月に気象予報士試験に合格した。
- 野球中継のリポーターとして長く関わっており[1]、とりわけ北海道日本ハムファイターズのリポーターを約10年にわたり担当している。『GAORAプロ野球中継』では一軍の試合のみならず、名護のキャンプ中継や二軍戦中継にも登場し本番組のリポーター陣ではメイン扱いとなっている。また、日本ハムは北海道移転後に2006年、2007年、2009年、2012年の4度リーグ優勝しているが、いずれの年の優勝祝賀会のビールかけをリポートしている[2][3]。
- おばに女優の幸田弘子がいる[4]。
- ヒーローインタビューの際、投手である田中将大に対して「ナイスバッティング」と言ったことがある。

## 出演番組
- GAORAプロ野球中継（GAORA） - リポーター
- プロ野球ネットワーク（TBSラジオ） - アシスタント
- エキサイトベースボールジョッキー（TBSラジオ） - アシスタント
- エキサイトKEIRIN（TBSラジオ） - アシスタント
- Tokyoほっと情報 〜都議会トピックス〜（テレビ東京） - リポーター
- もうすぐお昼ですよ・朝まるJUST（チバテレビ） - ショッピングコーナー
- あすの空もよう（テレビ朝日） - お天気キャスター（2008年4月4日 - 2010年3月）
- ハピふる!（フジテレビ） - いいものWAVE（ショッピングコーナー）担当
- レディス4（テレビ東京） - リポーター
- きょう発プラス!（TBS） - きょう発セレクション（ショッピングコーナー）担当
- 特選名品館（TBS）
- わたしの夢空間ホームシアター（NHK BShi） - リポーター
- 躍動ちば21（チバテレビ） - リポーター
- 高嶋ひでたけのお早よう!中年探偵団（ニッポン放送） - リポーター
- Pacific League プロ野球（GAORA） - ベンチリポーター
- NNNニュースプラス1（日本テレビ） - リポーター
- 高校野球ダイジェスト（テレビ埼玉） - キャスター
- 公立高校入試の傾向と対策（テレビ埼玉） - キャスター
- 高校野球埼玉大会（テレビ埼玉） - スタンドリポーター
- 八代将軍吉宗（NHK）